# 林五一

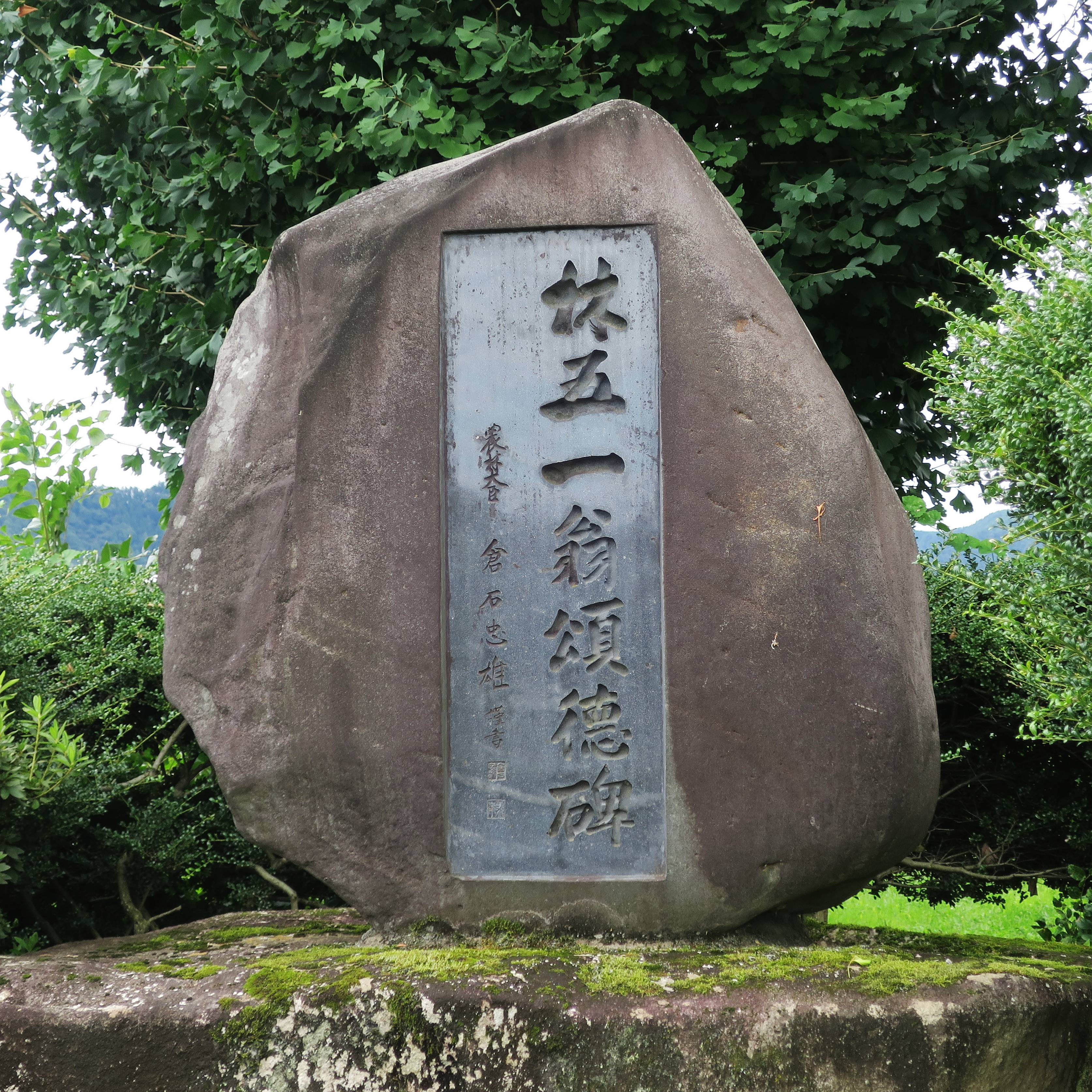
林五一翁頌徳碑

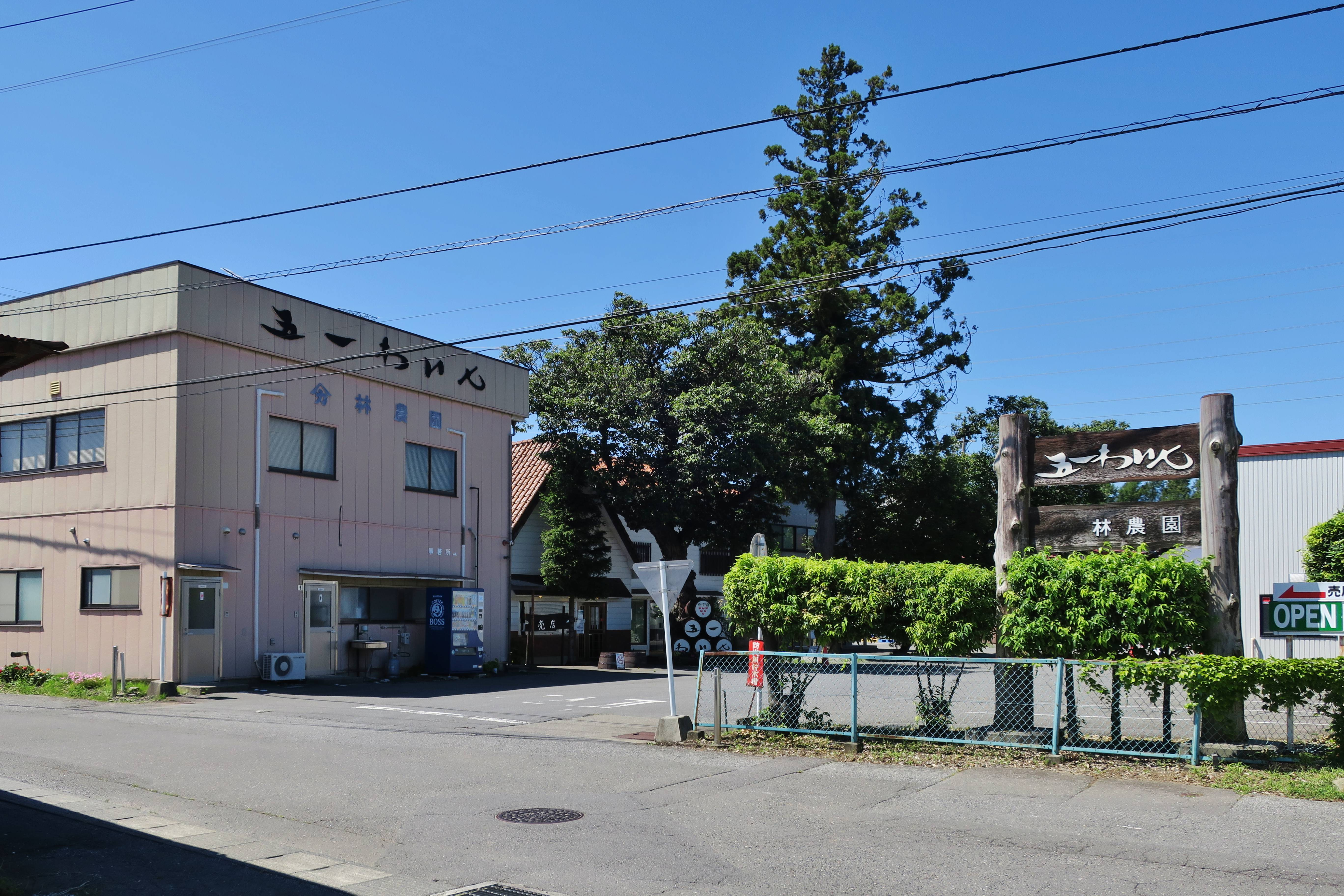
林農園 五一わいん

林 五一（はやし ごいち、1890年8月15日 - 1992年3月7日）は、日本の篤農家、実業家。「五一わいん」で知られる林農園創業者。長野県諏訪郡平野村（現岡谷市）生まれ。

## 略歴
- 明治23年（1890年） - 製糸業を営む林市十、とわの三男として生まれる。
- 明治38年（1905年） - 平野村岡谷尋常小学校卒業。旧制諏訪中学（長野県諏訪清陵高等学校）入学。病気療養のため中途退学。
- 明治44年（1911年） - 宗賀村桔梗ヶ原（塩尻市宗賀）に入植。約5.8haの果樹園を開設[1]。
- 大正7年（1918年） - 桔梗ヶ原農事改良組合創立。組合長となる（1925年まで）。梨を初出荷。
- 大正8年（1919年） - 本格的にワインの醸造を開始[1]。
- 大正9年（1920年） - 甘味ぶどう酒およびブランデーの醸造を開始。
- 大正10年（1921年） - 平和博覧会において20世紀梨3等賞を受ける。
- 大正13年（1924年） - 桔梗ヶ原購買販売組合長。
- 大正14年（1925年） - 宗賀村産業産業組合理事（1928年まで）。宗賀村会議員（1933年まで）。
- 昭和2年（1927年） - 塩尻合同運送株式会社社長（1940年年まで）。
- 昭和6年（1931年） - ぶどうジュースの製造を開始。
- 昭和9年（1934年） - 桔梗ヶ原ぶどう加工組合長（1937年まで）。
- 昭和10年（1935年） - コンコード等の消費拡大を目的として寿屋（サントリー）の工場を誘致。
- 昭和11年（1936年） - 桔梗ヶ原試験地設立期成同盟会実行委員長。
- 昭和12年（1937年） - 中信ぶどう酒組合長（1943年まで）。
- 昭和15年（1940年） - 塩尻通運株式会社社長（1941年日本通運に合併）。
- 昭和16年（1941年） - 塩尻青果株式会社副社長。
- 昭和18年（1943年） - 日本果実酒組合理事（1946年まで）。
- 昭和23年（1946年） - 桔梗ヶ原果実出荷組合（のち塩尻市果実園芸農業協同組合）組合長（1964年まで）。
- 昭和35年（1960年） - 塩尻市公平委員会委員（1963年まで）。
- 昭和44年（1969年） - 黄綬褒章受勲。
- 昭和51年（1976年） - 緑白綬有功章受勲。大日本農会より表彰。
- 昭和58年（1983年） - 隠居。
- 平成4年（1992年） - 死去。享年101。